# Black Box (maison d'édition)
Pour les articles homonymes, voir Black Box.
Black Box est une maison d'édition française spécialisée dans l’animation japonaise, fondée par Alexandre Regreny  en 2010.
Black Box regroupe une gestion et exploitation de droits audiovisuels (Black Box Éditions) ainsi qu'une boutique en ligne.
En juin 2013, l'éditeur lance un label consacré au manga.
En décembre 2023, Christopher Margouet prend la tête de l'entreprise.

## Catalogue

Ancien logo de la maison d'édition.

### Anime
- Angel Beats!
- Ashita no Joe 2
- B Gata H Kei
- Baccano!
- Basilisk
- Bienvenue à la NHK!
- Black Bullet
- Blood+
- Blue Spring Ride
- Broken Blade
- Btooom!
- C'était nous
- Cardcaptor Sakura
- CB Chara Nagai Gô
- Cendrillon
- Christophe Colomb
- Clémentine
- DanMachi
- David le gnome
- David le gnome
- Demon Prince Enma
- Détective Conan (films)
- Détective Loki
- Edgar de la Cambriole (Lupin III Série 1)
- Embrasse-moi Lucile
- Gantz
- Georgie
- Gwendoline
- Golgo 13
- Hayate the Combat Butler
- Hybrid Child
- Jeux d'amour
- Julie et Stéphane
- Junjo Romantica
- Katanagatari
- Ken le Survivant
- Kingdom
- La Légende de Blanche-Neige
- La Légende de Zorro
- Le Garçon d'à côté
- Le Livre de la jungle
- Les Aventures de Robin des Bois
- Les Bisounours
- Les Calinours
- Last Exile
- Letter Bee
- Love Stage!!
- Lupin III : La Brume de Sang de Goemon Ishikawa
- Lupin III : Le Tombeau de Daisuke Jigen
- Lupin III : Une femme nommée Fujiko Mine
- Mazinkaiser
- Mazinkaiser Death!
- Mushishi
- Onze pour une coupe
- Parasite
- Project Blue Earth SOS
- Pumpkin Scissors
- Rémi sans famille
- RG Veda
- Romeo × Juliet
- Rosario + Vampire
- Samouraï dans la tourmente
- Samurai 7
- San Ku Kaï
- Sandy Jonquille
- Sekai-ichi hatsukoi
- Sherlock Holmes
- Shin Getter Robot vs. Neo Getter Robo
- Simba, le roi lion
- Skip Beat!
- Spice and Wolf
- Starcom
- Suisei no gargantia
- Super Durand
- Suzuka
- Tower of Druaga
- Un Chien des Flandres
- Vas-y Julie !
- Wingman
- X-Or
- Zetman

### Manga
| Titre                                                        | Auteur(s)                                                                    |             |
| ------------------------------------------------------------ | ---------------------------------------------------------------------------- | ----------- |
| 8 Man Infinity                                               | TAKASHI Takayuki - NANATSUKI Kyôichi                                         |             |
| A mon très cher M                                            | ROKUDA Noboru                                                                |             |
| Abenobashi - Magical shopping street                         | DEGUCHI Ryûsei - AKAHORI Satoru                                              |             |
| AD Police                                                    | TAKEZAKI Tony                                                                |             |
| Ai City                                                      | SYUFO - ITAHASHI Shuho                                                       |             |
| Alien Crash                                                  | SYUFO - ITAHASHI Shuho                                                       |             |
| Amon saga                                                    | AMANO Yoshitaka - YUMEMAKURA Baku                                            |             |
| Amon                                                         | KINUTANI Yû - NAGAI Gô / NAGAI Go                                            |             |
| Angel                                                        | U-JIN                                                                        |             |
| Appelez-moi hotesse                                          | HANATSU Hanayo                                                               |             |
| Arrête de frimer !                                           | TADA Kaoru                                                                   |             |
| Asumi                                                        | MIURA Mitsuru                                                                |             |
| Attacker You! - Jeanne et Serge                              | MAKIMURA Jun - KOIZUMI Shizuo                                                |             |
| Avenir nous appartient (l')                                  | ISHIKAWA Saburô - FUSE Hiroichi                                              |             |
| Bakuso City                                                  | TANAKA SHOJIN / TANAKA Masahito - UJITANI Jun                                |             |
| Banquet des guerriers (le) - Saga de Midgard                 | AZUMI Ryô                                                                    |             |
| Baron                                                        | ROKUDA Noboru                                                                |             |
| Billy the Kid 21                                             | ROKUDA Noboru                                                                |             |
| Bioman                                                       | HOSOI Yuji                                                                   |             |
| Birth                                                        | KANADA Yoshinori                                                             |             |
| Bunza l'insouciant                                           | ISHIKAWA Saburô                                                              |             |
| Ces jours d’allégresse                                       | ROKUDA Noboru                                                                |             |
| Chef gourmet de la dernière heure (le)                       | U-JIN                                                                        |             |
| Cinéma                                                       | ROKUDA Noboru                                                                |             |
| Cléopâtre - Black Box                                        | SATONAKA Machiko                                                             |             |
| Cobra - The Space Pirate                                     | TERASAWA Buichi                                                              |             |
| Collège Fou Fou Fou (le) - Flash! Kimengumi                  | SHINZAWA Motoei                                                              |             |
| Collège Fou Fou Fou (le) - Kimengumi - Artbook               | SHINZAWA Motoei                                                              |             |
| Collège Fou Fou Fou (le) - Kimengumi - Les premières années  | SHINZAWA Motoei                                                              |             |
| Collège Fou Fou Fou (le) - Kimengumi - Les Spéciaux          | SHINZAWA Motoei                                                              |             |
| Collège Fou Fou Fou (le) - Kimengumi                         | SHINZAWA Motoei                                                              |             |
| Comment ne pas t'aimer                                       | YOSHI Masako                                                                 |             |
| Continent du vent (le)                                       | HASHIMOTO Masae - TAKEKAWA Sei                                               |             |
| Cosmo Police Justy                                           | OKAZAKI Tsuguo                                                               |             |
| Cosmoship Yamato                                             | MATSUMOTO Leiji                                                              |             |
| Couleurs de Yuki (les)                                       | ISHIKAWA Saburô                                                              |             |
| Creamy merveilleuse Creamy - Long Good-Bye                   | TASOME Kaoru - ITÔ Kazunori                                                  |             |
| Crusher Joe                                                  | HOSONO Fujihiko - TAKACHIHO Haruka                                           |             |
| Cura - l'esprit de Dracula                                   | ROKUDA Noboru                                                                |             |
| Danguard A                                                   | MATSUMOTO Leiji                                                              |             |
| Darkside Blues                                               | ASHIBE Yûho - KIKUCHI Hideyuki                                               |             |
| David                                                        | SYUFO - ITAHASHI Shuho                                                       |             |
| Denjiman                                                     | HOSOI Yuji - YATSUDE Saburô                                                  |             |
| Devilman vs Getter Robot                                     | NAGAI Gô / NAGAI Go                                                          |             |
| Devilman                                                     | NAGAI Gô / NAGAI Go                                                          |             |
| Dirty Pair - La grande aventure                              | TAMAKI Hisao - TAKACHIHO Haruka                                              |             |
| Divine comédie (la)                                          | NAGAI Gô / NAGAI Go                                                          |             |
| Dragon Pink                                                  | ITOYOKO                                                                      |             |
| Du haut de mon monde                                         | YOSHI Masako                                                                 |             |
| Ecole impudique (l')                                         | NAGAI Gô / NAGAI Go                                                          |             |
| Eitaro le négociateur                                        | KII Takashi                                                                  |             |
| Emi Magique                                                  | ARAI Kiyoko                                                                  |             |
| Exile Saga - Le dragon d'argent                              | KINUTANI Yû                                                                  |             |
| Fam et Ihrlie Exploratrices                                  | TANAKA Kunihiko                                                              |             |
| Fatal Fury - Devil Street of Horror                          | ISHIKAWA Ken                                                                 |             |
| Fatal Fury 1                                                 | HOSOI Yuji                                                                   |             |
| Fermé pour la journée                                        | ISHIKAWA Saburô                                                              |             |
| Flat out                                                     | SHINMURA Keiichiro                                                           |             |
| Flic de la Nuit (le)                                         | TSUCHIYAMA Shigeru - KUDÔ Kazuya                                             |             |
| Flic de Roppongi (le)                                        | MATSUMORI Tadashi                                                            |             |
| Fluid Rat                                                    | SAKAKIBARA Rem                                                               |             |
| Fobia                                                        | U-JIN                                                                        |             |
| Foreigner                                                    | KANÔ Ryûki                                                                   |             |
| Fuse Box                                                     | SONODA Kenichi                                                               |             |
| Gaiking                                                      | HOSOI Yuji                                                                   |             |
| Goldorak - One shot                                          | NAGAI Gô / NAGAI Go                                                          |             |
| Goldorak                                                     | OTA Gosaku - NAGAI Gô / NAGAI Go                                             |             |
| Goodbye Santa Claus                                          | YOSHI Masako                                                                 |             |
| Graffiti                                                     | MATSUMOTO Izumi                                                              |             |
| Great Mazinger                                               | NAGAI Gô / NAGAI Go                                                          |             |
| Grendizer Giga                                               | NAGAI Gô / NAGAI Go                                                          |             |
| Guerrilla High                                               | NAGAI Gô / NAGAI Go                                                          |             |
| Gun Frontier                                                 | MATSUMOTO Leiji                                                              |             |
| Gôketsuji Ichizoku – The Power Instinct                      | HIKARU Takashiro                                                             |             |
| Habu                                                         | MAEDA Toshio                                                                 |             |
| Haru Ru Ru Ru                                                | YOSHI Masako                                                                 |             |
| Hey! Gyamon - New Cyborg Blues                               | SYUFO - ITAHASHI Shuho                                                       |             |
| Histoires courtes de Rem Sakakibara                          | SAKAKIBARA Rem                                                               |             |
| Histoires de femmes                                          | YOSHI Masako                                                                 |             |
| Hot Game                                                     | TSUCHIYAMA Shigeru                                                           |             |
| Hurlements                                                   | HOKAZONO Masaya                                                              |             |
| Insomnia                                                     | HOKAZONO Masaya                                                              |             |
| Irene                                                        | ARAI Hideki                                                                  |             |
| Jeeg                                                         | YASUDA Tatsuya - NAGAI Gô / NAGAI Go                                         |             |
| Jigoku no senki – Le démon funeste                           | MAEDA Toshio - AZUMA Shirô                                                   |             |
| Kamunabi - Mythes et récits au féminin                       | HOSHINO Yukinobu                                                             |             |
| Kekkô Kamen                                                  | NAGAI Gô / NAGAI Go                                                          |             |
| Konai Shasei                                                 | U-JIN                                                                        |             |
| La Blue Girl                                                 | MAEDA Toshio                                                                 |             |
| Lady Georgie !                                               | IGARASHI Yumiko - IZAWA Man                                                  |             |
| Lensman                                                      | MURANO Moribi - MURANO Morimi - MURANO Moriyoshi - E. SMITH Edward           |             |
| Liddell au clair de lune                                     | UCHIDA Yoshimi                                                               |             |
| Live Machine                                                 | MATSUMORI Tadashi - TSUCHIYA Garon - CARIB Marley - MARGINAL - HIJIKATA Yuho |             |
| Liveman                                                      | HOSOI Yuji - YATSUDE Saburô                                                  |             |
| Liza                                                         | KAKIZAKI Kazumi                                                              |             |
| Loan Knight                                                  | YOSHITOMI Akihito                                                            |             |
| Locomotive de l’innocence (la)                               | UCHIDA Yoshimi                                                               |             |
| Ma gamine, la fac et moi                                     | KURITA Riku                                                                  |             |
| Majinden - Battle Royal High School                          | KURUMA Shinichi                                                              |             |
| Mako, Rumi et Chii                                           | TEZUKA Osamu                                                                 |             |
| Manabu                                                       | YOSHI Masako                                                                 |             |
| Mazinger Z                                                   | NAGAI Gô / NAGAI Go                                                          |             |
| Merveilleuse Creamy - Toujours Plus                          | N/C - ITÔ Kazunori                                                           |             |
| Merveilleuse Creamy                                          | KITAGAWA Yûko - ITÔ Kazunori                                                 |             |
| Mes tendres années                                           | MIURA Mitsuru                                                                |             |
| Mister Ajikko - Le petit chef                                | TERASAWA Daisuke                                                             |             |
| Mob Shinigami                                                | IKEGAMI Ryôichi - TAKIZAWA Kai                                               |             |
| Mon instant d’éternité                                       | ISHIKAWA Saburô                                                              |             |
| Monde de Ran (le)                                            | IRIE Aki                                                                     |             |
| Monster Kinematograph                                        | SAKAKIBARA Rem                                                               |             |
| Moon Lost - Une nuit sans lune                               | HOSHINO Yukinobu                                                             |             |
| Naguribito K                                                 | ADACHI Tsuyoshi - MIYAZAKI Masaru                                            |             |
| Noah’s Ark                                                   | HONJÔ Kei                                                                    |             |
| Plus haut que le ciel                                        | ISHIKAWA Saburô                                                              |             |
| Pollyanna                                                    | NAKAGAWA Keiko / NAKAGAWA Yoshiko                                            |             |
| Projet A-Ko                                                  | EIJI Kei                                                                     |             |
| Que s’abattent les griffes !                                 | ARAKI Takashi                                                                |             |
| Ragnarok Gai                                                 | OKAZAKI Tsuguo                                                               |             |
| Regent Story                                                 | MAKINO Kazuko - GOTÔ Yukio / GOTOU Yukio                                     |             |
| Robocock                                                     | KUNITOMO Yasuyuki                                                            |             |
| Rock, money & education                                      | NAKAYAMA Noriko                                                              |             |
| Ryoma                                                        | HOKAZONO Masaya                                                              |             |
| Rôsoku Hime - Princess Candle                                | SUZUKI Kenya                                                                 |             |
| Sacré Prof                                                   | ISHIKAWA Saburô                                                              |             |
| Saito - Le guerrier divin                                    | ISHIYAMA Tôkichi                                                             |             |
| Saiyuki - L'épopée du singe de Pierre                        | MURANO Moribi - MURANO Morimi - MURANO Moriyoshi                             |             |
| Samurai Troopers - Les samourais de l'éternel                | HOSHINO Ryûichi - HOSHINO Ryuchi - YATATE Hajime                             |             |
| Sci-fi Harry                                                 | TÔJÔ Asami - IIDA George - IIDA Jôji                                         |             |
| Sensô - La croix grise                                       | AOKI Tetsuo - MASAKI Maki                                                    |             |
| Sesame Street                                                | MATSUMOTO Izumi                                                              |             |
| Shin Mao Dante                                               | NAGAI Gô / NAGAI Go                                                          |             |
| Shin Samurai Troopers - Le réveil des samouraïs de l'éternel | HOSOI Yuji - NIKAIDÔ Izumi                                                   |             |
| Shinjuku Elegy                                               | MAKINO Kazuko - GOTÔ Yukio / GOTOU Yukio                                     |             |
| Shôki no Sataday Night - La fureur du samedi soir            | MAKINO Kazuko - GOTÔ Yukio / GOTOU Yukio                                     |             |
| Slick Star                                                   | SYUFO - ITAHASHI Shuho                                                       |             |
| Sous le Signe des Mousquetaires                              | KISHIDA Koi - DUMAS Alexandre                                                |             |
| Strange Days - The Apocalypse of Devilman                    | KINUTANI Yû - NAGAI Gô / NAGAI Go                                            |             |
| Suplex Yamada-kun                                            | KUNITOMO Yasuyuki - SHINOZAWA Junta                                          |             |
| Tao - Héros des forces occultes                              | INOUE Katsumi                                                                |             |
| Tenkû Senki Shurato - Tenkai Itan                            | MISAKI Takeshi                                                               |             |
| Tenkû Senki Shurato                                          | KAWAMOTO Hiroshi                                                             |             |
| Tenshou                                                      | OHNUKI Kenichi / OONUKI Kenichi - UETAKE Sumio                               |             |
| The Dragon of Wares                                          | FUJII Hidetoshi - CHIBA Satoshi                                              |             |
| The Legend of the Superbeast                                 | MAEDA Toshio                                                                 |             |
| Time Quest                                                   | MAEDA Toshio                                                                 |             |
| Togari Shiro                                                 | NATSUME Yoshinori                                                            | 1 critique  |
| Toutes folles de Pantsu                                      | YOSHI Masako                                                                 | 1 critique  |
| Toutes nos condoléances                                      | MIZUNO Tobio                                                                 | 2 critiques |
| Trap Dance                                                   | SONODA Kenichi                                                               |             |
| Très cher Mozart                                             | YOSHI Masako                                                                 | 1 critique  |
| Turboranger                                                  | HOSOI Yuji - YATSUDE Saburô                                                  |             |
| Ultima - Exodus                                              | TANAKA Seiji                                                                 |             |
| Urashiman - Le Flic du Futur                                 | AKASHI Noboru - SODA Hirohisa                                                |             |
| Urotsukidoji - La légende du Chôjin                          | MAEDA Toshio                                                                 | 7 critiques |
| Utamaro                                                      | NAGAI Gô / NAGAI Go                                                          | 1 critique  |
| V - Les visiteurs                                            | YASUDA Tatsuya - NAGAI Gô / NAGAI Go                                         |             |
| Vaisseau étoilé (le)                                         | UCHIDA Yoshimi                                                               |             |
| Vas-y Julie !                                                | ABE Yutaka                                                                   | 1 critique  |
| Velvet Zone                                                  | TANAKA SHOJIN / TANAKA Masahito - TAKIZAWA Kai                               |             |
| Vie de Raffaello SANTI dit Raphaël (la)                      | SATONAKA Machiko                                                             | 1 critique  |
| Wataru - Sauveur du monde                                    | MISASAGI Fuhri                                                               |             |
| Yohko - Chasseuse de démons                                  | MIYAO Gaku                                                                   |             |
| Yumi et les couleurs de la magie                             | ARAI Kiyoko                                                                  |             |

|  | Manga / Manhua / Manhwa dont la commercialisation a été arrêtée. |

Dernière mise à jour : juin 2015.